# Maurici Farré
Maurici Farré (* 1961 in Barcelona) ist ein spanischer Theaterregisseur. Er arbeitete unter Frank Castorf für ein Jahr für die Volksbühne am Rosa-Luxemburg-Platz als künstlerischer Koordinator.
Farré war künstlerischer Leiter des La Bâtie-Festival de Genève, Projektleiter im Bereich Interkultureller Dialog bei der Schweizer Kulturstiftung „Pro Helvetia“, programmierte Segmente für das Zürcher Theater Spektakel und das Berner Theaterfestival „Auawirleben“.
Farré arbeitete als Dramaturg und Konzepter für das Neue Theater und war verantwortlich für Internationale Beziehungen und literarische Forschung am „Teatre Nacional de Catalunya“ in Barcelona. Er leitete die kulturellen Woche des „Premis Octubre“ in Valencia und war dort Mitarbeiter in der künstlerischen Leitung des „Centre Dramàtic“.
Außerdem war Maurici Farré Programmleiter des Bereichs internationale Szene in der „Olimpiada Cultural“ und Mitarbeiter in der künstlerischen Leitung des „Gran Teatre del Liceu“ (Opernhaus) in Barcelona.
Maurici Farré machte sich als Regisseur in der Schweiz und Spanien einen Namen. Er übersetzte Heiner Müller erstmals ins Spanische und inszenierte mehrere spanische Uraufführungen Müllers.
Zu seinen Übersetzungen zählen „Boucher Espagnol“ von Rodrigo García, 
„Frank & Stein“ von Ken Cambel, „Diderot Und Das Dunkle Ei“ von Hans Magnus Enzensberger, „Lederfresse“ von H. Krausser, „Roberto Zucco“ von Koltès, „Mein Kampf“ von George Tabori, „Kleinbürgerhochzeit“ von Bertolt Brecht, „Hamletmaschine“ von H. Müller, „Ödipus, Tyrann“ von H. Müller / Hölderlin, „Der Auftrag“ von Heiner Müller und „Die Horatier“ von Brecht- H. Müller.
| Personendaten    | Personendaten               |
| ---------------- | --------------------------- |
| NAME             | Farré, Maurici              |
| KURZBESCHREIBUNG | spanischer Theaterregisseur |
| GEBURTSDATUM     | 1961                        |
| GEBURTSORT       | Barcelona                   |